# Сельментаузен
Сельментаузен (рос. Сельментаузен) — село у Веденському районі Чечні Російської Федерації.
Населення становить 909 осіб. Входить до складу муніципального утворення Сельментаузенське сільське поселення.

## Історія
Згідно із законом від 20 лютого 2009 року органом місцевого самоврядування є Сельментаузенське сільське поселення.

## Населення
| 2002 | 2010 |
| ---- | ---- |
| 834  | ↗909 |